# Джексон-Смолл, Грейс
Грейс Джексон-Смолл (англ. Grace Jackson-Small; род. 14 июня 1961) — ямайская легкоатлетка, которая специализировалась в спринте. Участница трех летних Олимпийских игр (1984, 1988, 1992).

## Биография
Серебряная призерка летних Олимпийских игр в беге на 200 метров (1988). Серебряная (1989) и бронзовая (1987) призерка чемпионатов мира по легкой атлетике в помещении в беге на 200 метров. Бронзовая призерка Игр Содружества в эстафете 4×100 метров (1982). Чемпионка Универсиады 1985 года в беге на 200 метров и бронзовый призер в беге на 100 метров. Чемпионка (1989) и трехкратный призер (1985, 1985, 1989) Кубка мира по легкой атлетике.
Дважды, в 1986 и 1988 годах, признавалась спортсменкой года на Ямайке.